# Dilip Gurumurthy
Dilip Gurumurthy (18 settembre 1956) è un ex cestista indiano.

## Carriera
Con l'India ha disputato le Olimpiadi del 1980, disputando 5 partite.